# Gabriel Olds
Gabriel Emerson Olds (ur. 24 marca 1972 w Nowym Jorku) – amerykański aktor teatralny, filmowy i telewizyjny, scenarzysta i reżyser.

## Życiorys
Urodził się w Nowym Jorku jako syn poetki Sharon Olds i psychiatry Davida Douglasa Oldsa. W wieku piętnastu lat rozpoczął karierę sceniczną w nowojorskim The Public Theater debiutując w szekspirowskiej sztuce Miarka za miarkę. Rok później pojawił się po raz pierwszy na małym ekranie w telewizyjnej komedii sci-fi ABC Dziś 14, jutro 30 (14 Going on 30, 1988) ze Stevenem Eckholdtem. W 1989 grał postać Fleance’a, syna Banka (w tej roli Larry Bryggman) w tragedii Williama Shakespeare’a Makbet na off-Broadwayu z Raulem Julią.
Po gościnnym udziale w jednym z odcinków serialu CBS Szkolna przerwa specjalna (CBS Schoolbreak Special, 1992) pt. Seksualne rozważania (Sexual Considerations), zadebiutował na kinowym ekranie w komediodramacie Dziewczyna z kalendarza (Calendar Girl, 1993) u boku Jasona Priestleya. W 1993 wystąpił na Broadwayu jako Timmy Cleary w dramacie Wszelki dawany dzień (Any Given Day) u boku Petera Frechette i Justina Kirka. W 1995 ukończył studia na Uniwersytecie Yale i wyreżyserował spektakl szekspirowski Ryszard II. 
W 1997 pojawił się jako Rodolpho, śpiewający operę nielegalny imigrant zakochany w Catherine (debiutująca na Broadwayu Brittany Murphy), którego zatrzymuje jej wujek Eddie Carbone (Anthony LaPaglia) w sztuce Arthura Millera Widok z mostu (A View from the Bridge) w nowojorskim Roundabout Theater.
Zagrał w serialach: NBC Prawo i porządek (Law & Order, 1993), FOX Ich pięcioro (Party of Five, 1996), NBC Siostry (Sisters, 1996), CBS Kryminalne zagadki Las Vegas (CSI: Crime Scene Investigation, 2002), CBS JAG – Wojskowe Biuro Śledcze (JAG, 2003), Czarodziejki (Charmed, 2004), HBO Sześć stóp pod ziemią (Six Feet Under, 2005) i CBS Wzór (Numb3rs, 2006), a także wystąpił w kinowych produkcjach takich jak biograficzny dramat sportowy Przed metą (Without Limits, 1998) u boku Billy'ego Crudupa, Jeremy'ego Sisto i Matthew Lillarda, dreszczowcu Urbania (2000) z Lothaire Bluteau i Joshem Hamiltonem oraz westernie Tommy'ego Lee Jonesa Trzy pogrzeby Melquiadesa Estrady (The Three Burials of Melquiades Estrada, 2005).